# Cristian Riveros
Cristian Miguel Riveros Núñez (* 16. Oktober 1982 in Juan Augusto Saldívar) ist ein paraguayischer Fußballspieler. Er absolvierte 101 Länderspiele und nahm mit der paraguayischen Nationalmannschaft an zwei Fußball-Weltmeisterschaften teil.

## Karriere

### Vereinskarriere
Riveros spielte sich in den paraguayischen Ligen nach oben. Über seinen Heimatclub Colón de J. A. Saldivar und den Tacuary FC aus der Hauptstadt Asunción kam er 2002 zum Erstligisten Club Sportivo San Lorenzo. Ab 2003 spielte er zunächst drei weitere Jahre beim mittlerweile erstklassigen Tacuary FC und anschließend weitere drei Jahre beim Club Libertad Asunción, mit dem er 2006 paraguayischer Meister wurde. Ab Mitte 2007 spielte der defensive Mittelfeldmann beim mexikanischen Spitzenclub CD Cruz Azul. In den Jahren 2009 und 2010 zog er mit seinem Verein jeweils in das Finale der CONCACAF Champions League ein, das jedoch jeweils verloren ging. Im Mai 2010 gab dann der englische Klub AFC Sunderland die Verpflichtung Riveros’ bekannt. Zur Saison 2011/12 wechselte er in die Türkei zum Süper-Lig-Verein Kayserispor. Bei den Türken kam er im Laufe seiner Vereinszugehörigkeit zu 67 Einsätzen in der Liga, in denen er drei Tore erzielte. Auch vier Pokalbegegnungen (ein Tor) werden mit seiner Beteiligung geführt. Im Juni 2013 gab der brasilianische Verein Grêmio Porto Alegre seine Verpflichtung für die nächsten beiden Spielzeiten bekannt. Seit 2015 spielt Riveros wieder in Paraguay, wo er seitdem für die drei Hauptstadtklubs Olimpia, Libertad und Nacional auflief. Mit Olimpia wurde er 2015 zum zweiten Mal paraguayischer Meister.

### Nationalmannschaftskarriere
Im Mai 2005 hatte er seinen ersten Einsatz in der paraguayischen Nationalmannschaft. Im Verlauf der Qualifikation zur Fußball-Weltmeisterschaft 2006 in Deutschland spielte er sich endgültig ins Team und gehörte in den entscheidenden letzten Spielen, in denen die Teilnahme geschafft wurde, zum Stamm. Im WM-Aufgebot Paraguays kam er dann in Deutschland in zwei der drei Spiele Paraguays zum Einsatz. Auch beim besten Abschneiden Paraguays bei einer Fußball-Weltmeisterschaft im Jahr 2010 stand er erneut im paraguayischen Aufgebot und erzielte im Vorrundenspiel gegen die Slowakei das zweite Tor beim 2:0-Sieg. Riveros nahm zudem 2007 und 2011 an der Copa América teil, wobei er 2011 mit Paraguay ins Finale gegen den Sieger Uruguay einzog. Danach kam er seltener zum Einsatz. Sein letztes Länderspiel absolvierte er 2018. Insgesamt trug er 101-mal das Trikot Paraguays und erzielte dabei 16 Tore. Damit ist er einer der erfolgreichsten Torschützen seines Landes.

## Erfolge
- Paraguayischer Meister: 2006 (Club Libertad), Clausura 2015 (Club Olimpia), Apertura 2022 (Club Libertad)
- Paraguayischer Pokalsieger: 2019 (Club Libertad)
- Zweiter bei der Copa América 2011